# Kenneth Tobey
Pour les articles homonymes, voir Tobey.
Kenneth Tobey, né le 23 mars 1917 à Oakland, en Californie, et mort le 22 décembre 2002 à Rancho Mirage, en Californie (États-Unis), est un acteur américain.

## Filmographie
- 1945 : The Front Page (TV)
- 1947 : Dangerous Venture : Red
- 1947 : Le Souvenir de vos lèvres (This Time for Keeps) de Richard Thorpe : Red-Headed Soldier at Pool
- 1948 : Retour sans espoir (Beyond Glory)
- 1948 : Il marchait dans la nuit (He Walked by Night) d'Alfred L. Werker et Anthony Mann : Detective questioning Pete
- 1949 : Un homme change son destin (The Stratton Story) : Detroit Player
- 1949 : Entrée illégale (Illegal Entry) : Dave, cleancut gang pilot
- 1949 : Passion fatale (The Great Sinner) : Cabbie
- 1949 : Allez coucher ailleurs (I Was a Male War Bride) : Red
- 1949 : Horizons en flammes (Task Force) de Delmer Daves : Capt. Ken Williamson
- 1949 : The Doctor and the Girl
- 1949 : Free for All : Pilot
- 1949 : Un homme de fer (Twelve O'Clock High) : Sgt. Keller (guard at gate)
- 1950 : La Femme à l'écharpe pailletée (The File on Thelma Jordon) : Police photographer
- 1950 : Planqué malgré lui (When Willie Comes Marching Home : Lt. K. Geiger
- 1950 : Love That Brute : Gangster
- 1950 : La Cible humaine (The Gunfighter) : Swede
- 1950 : Irma à Hollywood (My Friend Irma Goes West) : Pilot
- 1950 : Le Fauve en liberté (Kiss Tomorrow Goodbye) de Gordon Douglas : dét. Fowler
- 1950 : Three Secrets : Officer
- 1950 : Right Cross : Ken, the Third Reporter
- 1950 : L'Engin fantastique (The Flying Missile) : Crewman Pete McEvoy
- 1951 : La Voleuse d'amour (The Company She Keeps) de John Cromwell : Max Fisher
- 1951 : Up Front : Soldier
- 1951 : L'Attaque de la malle-poste (Rawhide) : Lt. Wingate
- 1951 : La Chose d'un autre monde (The Thing from Another World) : Captain Patrick Hendry
- 1952 : Un si doux visage (Angel Face) d'Otto Preminger : Bill Crompton
- 1953 : Le Monstre des temps perdus (The Beast from 20,000 Fathoms) : Col. Jack Evans
- 1953 : Fighter Attack : George
- 1953 : The Bigamist : Tom Morgan, Lawyer
- 1954 : Les Géants du cirque (Ring of Fear) : Shreveport
- 1954 : L'Assassin parmi eux (Down Three Dark Streets) d'Arnold Laven : FBI Agent Zack Stewart
- 1954 : Davy Crockett, roi des trappeurs (Davy Crockett, King of the Wild Frontier) : Col. Jim Bowie
- 1954 : The Steel Cage : Steinberg, Convict Painter
- 1955 : Les Rôdeurs de l'aube (Rage at Dawn) : Monk Claxton
- 1955 : Le monstre vient de la mer (It Came from Beneath the Sea) : Cmdr. Pete Mathews
- 1956 : The Steel Jungle : Dr. Lewy, Psychiatrist
- 1956 : L'Homme au complet gris (The Man in the Gray Flannel Suit) : Lt. Hank Mahoney
- 1956 : Behind the Scenes with Fess Parker (TV) : Anthoney Murphy
- 1956 : L'Infernale Poursuite (The Great Locomotive Chase) : Anthony Murphy
- 1956 : Davy Crockett et les Pirates de la rivière (Davy Crockett and the River Pirates) : Jocko
- 1956 : The Search for Bridey Murphy : Rex Simmons
- 1957 : L'aigle vole au soleil (The Wings of Eagles) : Capt. Herbert Allen Hazard
- 1957 : Règlements de comptes à OK Corral (Gunfight at the O.K. Corral) : Bat Masterson
- 1957 : The Vampire : shérif Buck Donnelly
- 1957 : Les espions s'amusent (Jet Pilot) : Sergeant
- 1958 : Cri de terreur (Cry Terror!) : agent Frank Cole
- 1960 : Les Sept Chemins du couchant (Seven Ways from Sundown) : Lt. Herly
- 1961 : X-15 : col. Craig Brewster
- 1962 : Stark Fear : Kane
- 1965 : Our Private World (série TV) : Dick Robinson
- 1966 : A Man Called Adam
- 1967 : 40 Guns to Apache Pass : Cpl. Bodine
- 1967 : La Poursuite des tuniques bleues (A Time for Killing) : Sgt. Cleehan
- 1968 : Le Virginien (TV) : saison 6 épisode 25 (The decision (La décision)) :Dan Porter
- 1969 : La Valse des truands (Marlowe) : Sgt. Fred Beifus
- 1970 : Lassie: Peace Is Our Profession (TV)
- 1970 : The Andersonville Trial (en) (TV) : Court-martial board member
- 1970 : Cavale pour un magot (Breakout) (TV) : Ranger
- 1970 : Le Virginien (TV) saison 8 épisode 22  (The sins of the father) : Joe Pierce
- 1971 : Billy Jack de Tom Laughlin : Deputy Mike
- 1971 : Terror in the Sky (TV) : Capt. Wilson
- 1972 : Fireball Forward (TV) : gén. Dawson
- 1972 : Ben : Engineer
- 1972 : Votez McKay (The Candidate) : Starkey
- 1972 : The Crooked Hearts (TV) : Fisherman
- 1972 : Rage : col. Alan A. Nickerson
- 1973 : Justice sauvage (Walking Tall) : Augie McCullah
- 1973 : Coffee, Tea or Me? (TV) : Captain
- 1973 : Un camion en or massif (en) (The Alpha Caper) de Robert Michael Lewis (TV) : Police Captain
- 1974 : Police parallèle (The Death Squad) (TV) : Hartman
- 1974 : Larry le dingue, Mary la garce : Carl Donahue
- 1974 : La Tour des monstres (Homebodies) : Construction Boss
- 1974 : The Missiles of October (TV) : Adm. George W. Anderson Jr., Chief of Naval Operations
- 1975 : The Wild McCullochs : Larry Carpenter
- 1975 : Columbo : Immunité diplomatique (A Case of Immunity) (série TV) : Police Commissioner
- 1976 : Baby Blue Marine (en) de John D. Hancock : Buick Driver
- 1976 : W.C. Fields et moi (W.C. Fields and Me) d'Arthur Hiller : Parker
- 1976 : Gus : Asst. Warden
- 1977 : MacArthur, le général rebelle (MacArthur) : Adm. William 'Bull' Halsey
- 1977 : Don't Push, I'll Charge When I'm Ready (TV) : Oliver
- 1978 : Nowhere to Run (TV) : Mohr
- 1978 : Wild and Wooly (TV) : Mark Hannah
- 1978 : Goodbye, Franklin High
- 1979 : Most Deadly Passage (TV) : Captain Gordon Trigg
- 1980 : Battles: The Murder That Wouldn't Die (TV) : Chuck Parks
- 1980 : Captain Avenger (en) (Hero at Large) : capitaine des pompiers
- 1980 : Y a-t-il un pilote dans l'avion ? (Airplane!) : Air controller Neubauer
- 1981 : Hurlements (The Howling) : Older Cop
- 1983 : Les envahisseurs sont parmi nous (Strange Invaders) : Arthur Newman
- 1984 : Gremlins : Mobil Gas Station Attendant
- 1985 : The Lost Empire : Capt. Hendry
- 1987 : L'Aventure intérieure (Innerspace) : Man in Restroom
- 1988 : Big Top Pee-Wee : shérif
- 1988 : Freeway : Monsignor Kavanaugh
- 1989 : Ghost Writer (TV) : Cop #2
- 1990 : Gremlins 2 : La Nouvelle Génération (Gremlins 2: The New Batch) : Projectionist
- 1992 : Desire and Hell at Sunset Motel : Captain Holiday
- 1992 : Chérie, j'ai agrandi le bébé (Honey I Blew Up the Kid) : Smitty
- 1992 : JF partagerait appartement (Single White Female) : Desk Clerk
- 1993 : Sexe attitudes (Body Shot) : Arthur Lassen
- 1994 : Star Trek Deep Space Nine (TV) : Rurigan (Saison 2, épisode 16 "Mirages")
- 2005 : The Naked Monster : col. Patrick Hendry